# Aza Cheragwandi
Aza Ameer Ali Cheragwandi, född 6 juli 1994 i Enschede, Nederländerna, är en svensk socialdemokratisk politiker. Han är sedan den 1 januari 2023 kommunalråd i Huddinge kommun med ansvar för sociala frågor och prevention samt trygghets-, delaktighets-, och demokratifrågor. Han är även ordförande i socialnämnden och i Huddinge kommuns beredning för trygghet, prevention och demokrati. Cheragwandi är även ledamot i direktionen för Södertörns brandförsvarsförbund där han var ordförande under 2023.

## Biografi
Cheragwandi är uppvuxen i Rinkeby och i Kungsängen. Han läste samhällsvetenskapsprogrammet med inriktning i juridik vid Solna Gymnasium, där han bland annat vunnit det svenska skolmästerskapet i juridik år 2013. Cheragwandi engagerade sig i SSU under grundskoletiden och har arbetat som distriktsombudsman på Stockholms läns SSU-distrikt under perioden 2014-2016. Han har även engagerat sig i Sveriges Elevkårer där han satt i styrelsen 2013-2015. Cheragwandi har även suttit i LSU - Sveriges ungdomsorganisationers styrelse under perioden 2020-2022 där han var talesperson i frågor rörande hat och hot mot förtroendevalda. 
Cheragwandi har även arbetat som politisk sekreterare för Socialdemokraterna i Sveriges Riksdags näringsutskott åren 2020-2021. Under perioden 2021-2022 var han politiskt sakkunnig i Regeringen Löfven III hos dåvarande inrikesminister Mikael Damberg på Justitiedepartementet, samt i den efterträdande Regeringen Andersson hos dåvarande justitie- och inrikesminister Morgan Johansson, och ansvarade bland annat för frågor rörande Polismyndigheten och polisiära frågor, Myndigheten för samhällsskydd och beredskap (MSB), civilt försvar, krisberedskap och psykologiskt försvar.